# Duncanopsammia axifuga
Duncanopsammia axifuga är en korallart som först beskrevs av Milne Edwards och Jules Haime 1848.  Duncanopsammia axifuga ingår i släktet Duncanopsammia och familjen Dendrophylliidae. IUCN kategoriserar arten globalt som nära hotad. Inga underarter finns listade i Catalogue of Life.

## Bildgalleri

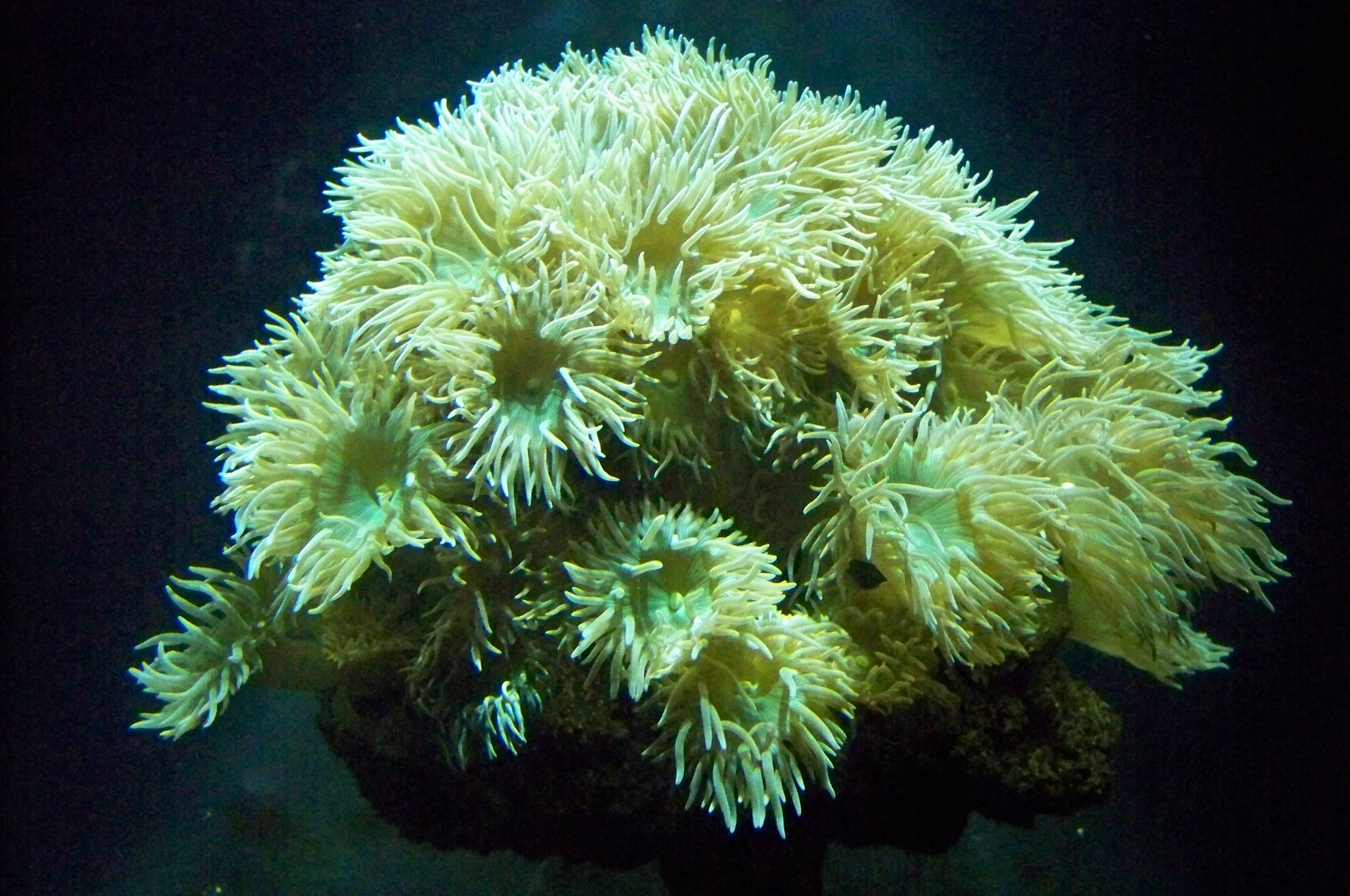
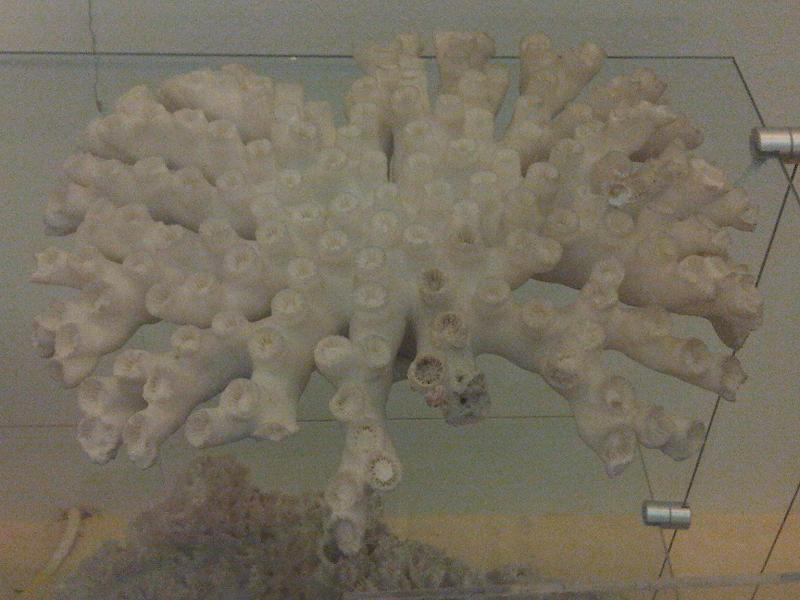
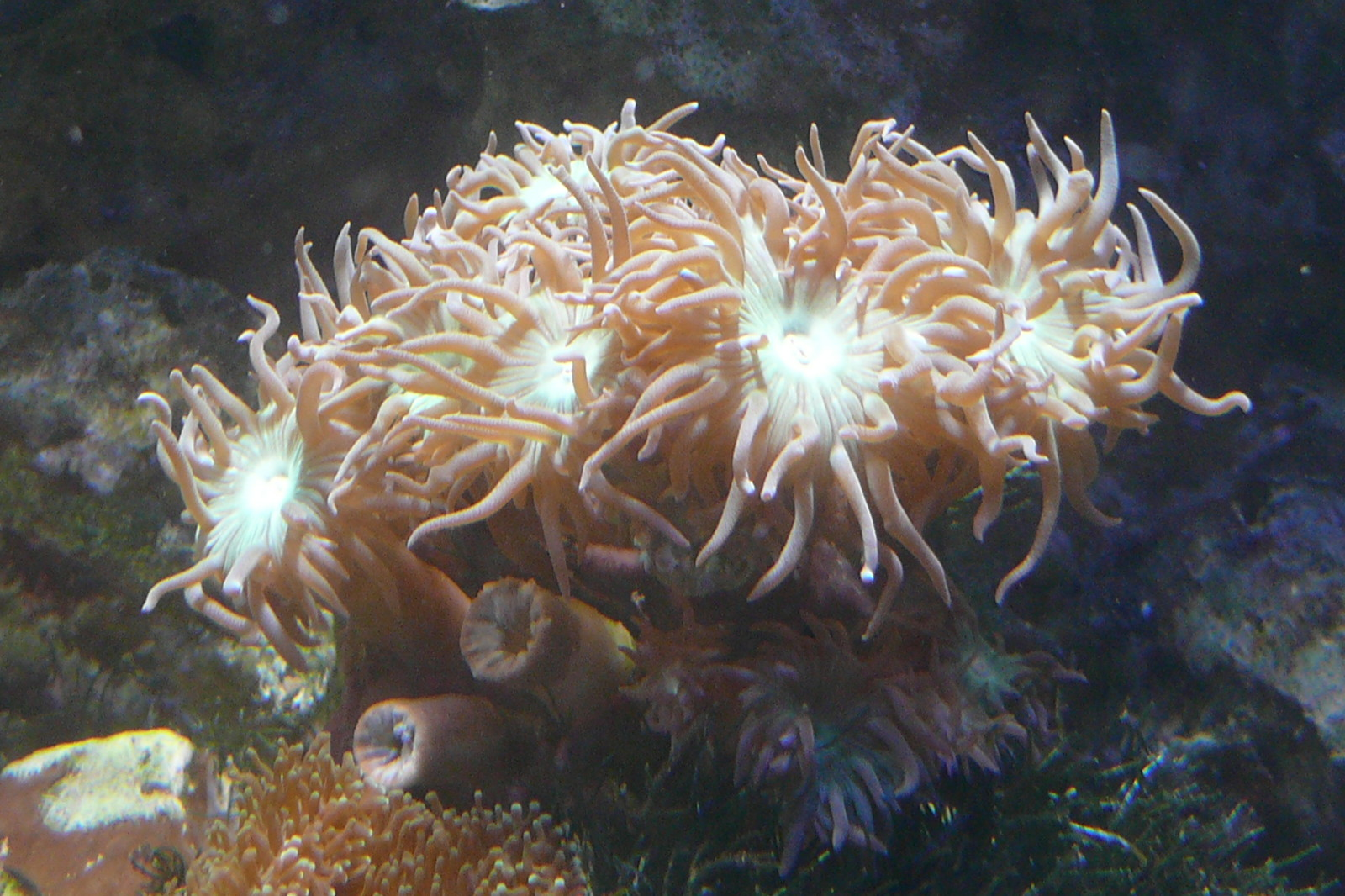